# D.W. Griffith

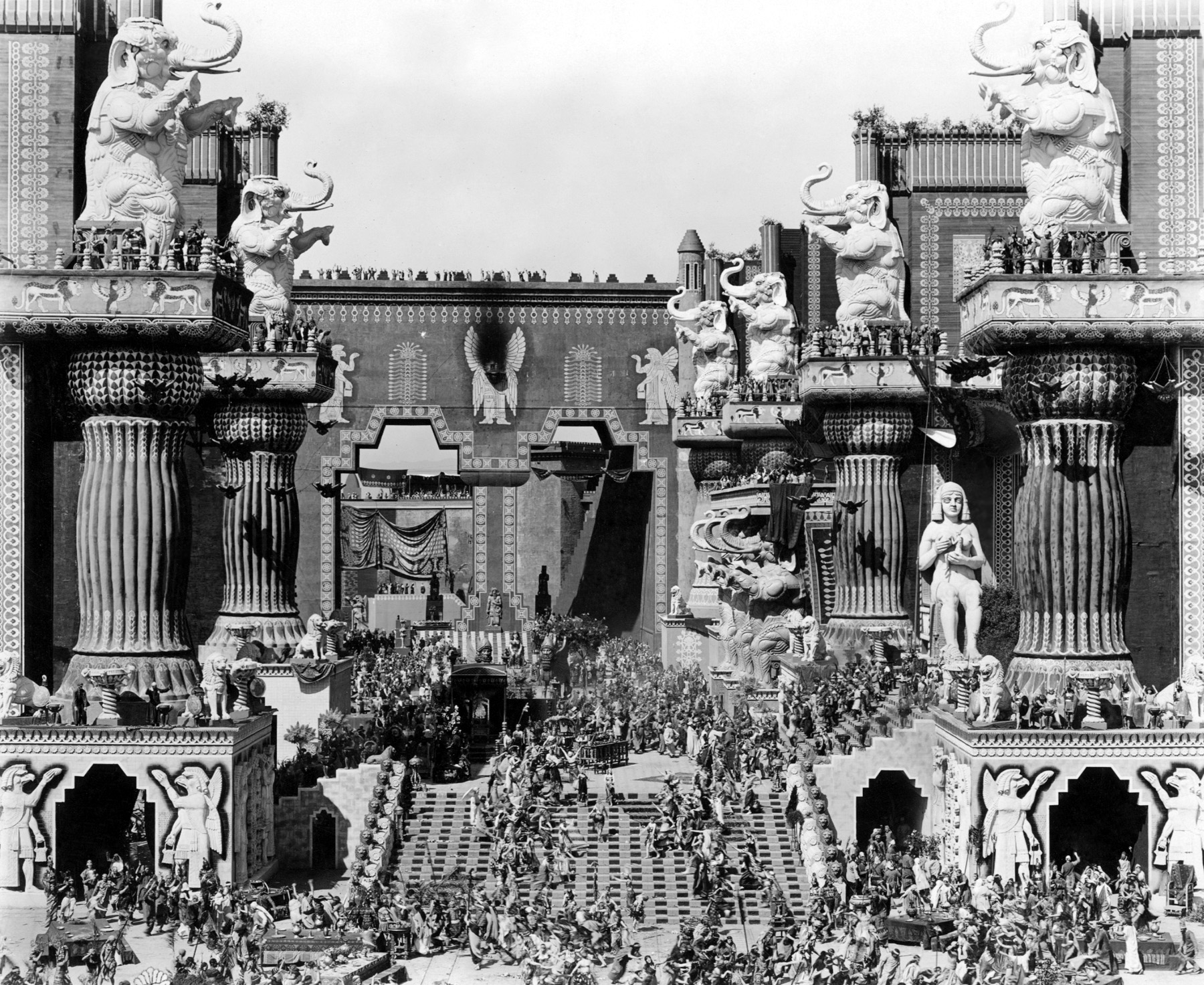
Kadr z filmu Nietolerancja z 1916 roku

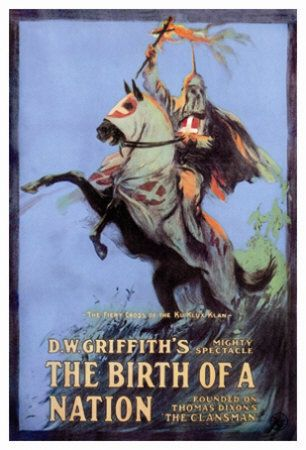
Plakat z kontrowersyjnego filmu Narodziny narodu z 1915 roku. Na pierwszym planie członek Ku Klux Klanu

D.W. Griffith, właśc. David Wark Griffith (ur. 22 stycznia 1875 w La Grange, Kentucky, zm. 23 lipca 1948 w Los Angeles) – amerykański reżyser i producent filmowy z okresu kina niemego.
Do historii kinematografii przeszedł jako twórca pełnych rozmachu dzieł, często nawiązujących do historii Stanów Zjednoczonych (np. wojna secesyjna).
Był współzałożycielem pierwszej niezależnej wytwórni filmowej United Artists (1919). Nakręcił ponad pół tysiąca filmów (głównie jedno- i dwuaktówek), wypromował wiele gwiazd kina (m.in. Lillian Gish), a zasłynął kontrowersyjnym filmem Narodziny narodu (1915) oraz rozbuchaną produkcją Nietolerancja (1916). Jego następcy cenili go przede wszystkim za to, że jako genialny samouk był mistrzem opowiadania i filmowych środków wyrazu.

## Życiorys

### Dzieciństwo i młodość
D.W. Griffith był synem emerytowanego pułkownika armii konfederatów, który walczył w czasie wojny secesyjnej. Dorastał więc wraz z romantycznymi opowieściami o wojnie, którymi karmił go ojciec, a które później odcisnęły swe piętno na jego twórczości.
Młody David próbował swych sił w wielu dorywczych pracach. Udzielał się też w wędrownej trupie aktorskiej.

### Kariera filmowa
Swoją przygodę z filmem zaczął od dwóch niezbyt udanych ról statystów, a następnie poznał Edwina S. Portera, który obsadził go w swoim filmie Rescued from an Eagle's Nest. Był rok 1907, a już w następnym Griffith sam stanął za kamerą i zadebiutował filmem The Adventures of Dolly z Mary Pickford w roli głównej. Od tej pory zaczął masowo kręcić jednoaktówki i związał się na stałe z wytwórnią Biograph, stając się wkrótce jej czołowym reżyserem. W tamtym okresie realizował kilkadziesiąt krótkich filmów rocznie.
Od 1912 studio zleciło mu reżyserię bardziej skomplikowanych i ambitniejszych dwuaktówek. Jednak i tutaj Griffith miał poczucie, że nie wykorzystuje w pełni swoich możliwości. Stąd też już w roku 1913 przeniósł się do wytwórni Mutual, gdzie zatrudniono go jako specjalistę od wielkich widowisk filmowych. Jednakże do realizacji swojego pierwszego wielkiego dzieła założył własne studio. W porozumieniu z Thomasem Harperem Ince’em i Mackiem Sennettem powstało Triangle.
W tych okolicznościach w 1915 został zrealizowany film Narodziny narodu z Lillian Gish w jednej z głównych ról. Film rzeczywiście stał się wielkim wydarzeniem artystycznym i przyniósł ogromny dochód. Narodziny narodu postrzegane były przede wszystkim jako ważny film w rozwoju kina. Stało się tak głównie z powodu nowatorskich rozwiązań zaproponowanych przez reżysera. I tak w filmie ważną rolę odgrywają zdjęcia Johanna Bitzera, czy sceny batalistyczne nadzorowane przez specjalistów z akademii West Point. Reżyser w Narodzinach narodu kładł szczególny nacisk na rolę montażu w dramatyzowaniu akcji. Ruch kamery uległ dynamizacji; sceny kręcone były z kilku ustawień. Griffith zerwał z klasyczną zasadą trzech jedności, zastosował też trzy kulminacje dramaturgiczne wpływające na akcję filmu.
Dzieło to ugruntowało pozycję Griffitha jako mistrza, ale także wywołało pewne kontrowersje, bowiem poruszało drażliwe kwestie rasowe. Griffith przedstawił Ku Klux Klan jako wybawców przed zdegenerowanymi i złymi Afroamerykanami. Obraz przyczynił się do reaktywacji Ku Klux Klanu przez Williama Josepha Simmonsa. Aż do 1925 roku Narodziny narodu były najbardziej kasowym filmem, gromadząc ponad 10 milionów ówczesnych dolarów. Został on również uznany przez Bibliotekę Kongresu za „ważny z kulturowego punktu widzenia” i wpisany do Narodowego Rejestru Filmowego (National Film Registry). Po sukcesie kasowym Narodzin narodu Griffith zdecydował się na nakręcenie filmu, który mógłby stanowić odpowiedź na głosy krytyki. W efekcie powstał jeden z najdroższych filmów wczesnego kina – Nietolerancję, która pochłonęła 2 miliony dolarów. Film nie przyniósł jednak ani spodziewanych zysków, ani uznania ze strony widzów czy krytyki.
Zrażony nieco takim obrotem sprawy Griffith nakręcił Złamaną lilię, ponownie zatrudniając swoją ulubienicę, Lillian Gish. Ten mniej skomplikowany i sugestywnie opowiedziany dramat wzbudził zachwyt widzów i krytyków. Był rok 1919 i Griffith w porozumieniu z Mary Pickford, Charlesem Chaplinem i Douglasem Fairbanksem założył United Artists, a wspomniany wcześniej film był pierwszym jego dziełem dla tego studia.
Jako twórca dużych dzieł nie był już w stanie realizować tylu filmów co w poprzednich latach. O ile w 1919 nakręcił jeszcze 9 pełnometrażowych obrazów, o tyle przez całą dekadę lat 20. było ich niewiele więcej (średnio 1-2 filmy rocznie). Nie mógł już też dorównać swoim poprzednim sukcesom. Jeden z nielicznych wyróżniających się filmów tego okresu to Isn't Life Wonderful (1924), którego akcja rozgrywa się w Berlinie w okresie wielkiej inflacji.
W 1928 wytwórnia Warner Bros. opatentowała film dźwiękowy, a co za tym idzie – nastąpiło wiele zmian w samym podejściu do kinematografii.
W 1930 D.W. Griffith po raz pierwszy spróbował sił w filmie z dźwiękiem. Choć stworzył dobry obraz, sam czuł pewną irytację związaną z nowym wynalazkiem, bowiem jego subtelnie wypracowana technika opowiadania straciła teraz na znaczeniu. Po raz ostatni stanął za kamerą w 1931. Jego film ponownie nie odniósł sukcesu, a rozgoryczony reżyser wycofał się z czynnego życia zawodowego.

### Schyłek życia
W 1935 otrzymał Oscara za całokształt pracy reżyserskiej. Ostatnie lata swego życia spędził mieszkając samotnie w hotelu. Zmarł 21 lipca 1948 w karetce, wiozącej go do szpitala. Bezpośrednią przyczyną zgonu był krwotok mózgowy.

### Percepcja wśród współczesnych
Współcześni nazywali Griffitha Szekspirem ekranu, człowiekiem, który odkrył Hollywood, ojcem techniki filmowej. Jego przyjaciel, Charles Chaplin, powiedział o nim: nauczyciel wszystkich nas. Lillian Gish miała dla niego tak wielki szacunek, że pomimo wieloletniej prywatnej i zawodowej znajomości, mówiła o nim pan Griffith. Swoją biografię nazwała Filmy, pan Griffith i ja.

## Rozwój techniki filmowej
Griffitha uznaje się za innowatora kina. W swoich filmach wprowadzał wiele nowatorskich rozwiązań zarówno technicznych, jak i pod kątem filmowej narracji. Reżyser eksperymentował na poziomie gry aktorskiej, zdjęć i montażu. I choć wiele z jego technik było już wcześniej stosowanych w kinie, on potrafił ich użyć i połączyć w ten sposób, ze razem tworzyły nową jakość dzieła filmowego, wydobywając psychologiczne portrety bohaterów.
Michał Oleszczyk wśród charakterystycznych elementów stylu filmowego Griffitha wymienia operowanie różnymi planami filmowymi, a co za tym idzie rozwój typowo filmowych technik aktorskich (operowanie mimiką na zbliżeniach, gestem w planie ogólnym), co pogłębiało portret psychologiczny postaci. Fabuły Griffitha czerpały ze struktury powieści, zarysowując dramaturgię historii od ekspozycji do kulminacji. Reżyser przywiązywał wagę do kostiumu i charakteryzacji, dbał o rekwizyty pojawiające się na planie, dobierał odpowiednią scenografię (często plenery) i oświetlenie. Kadry Griffitha są starannie skomponowane (widoczne inspiracje w malarstwie realistycznym). Griffith jest uznawany za prekursora montażu równoległego, który zwykł wykorzystywać w funkcji perswazyjnej. Eksperymentował także z rytmem montażu, stosując ujęcia o różnym czasie trwania.

## Filmografia
D.W. Griffith często podpisywał swoje prace najróżniejszymi pseudonimami. Można znaleźć wyprodukowane przez niego filmy, na których podpisał się jako: Lawrence Griffith, Granville Hicks, kapitan Victor Marier, Irene Sinclair, Roy Sinclair, Granville Warwick albo Gaston de Tolignac. Jest to jeden z powodów, dla których dziś ciężko opracować jego dokładną filmografię. Dzieła, które odbiły się największym echem to Narodziny narodu i Nietolerancja.
Film Narodziny narodu z 1915 roku wywołał ogromne kontrowersje ze względu na swoją jawnie rasistowską treść. Była to opowieść z czasów amerykańskiej wojny secesyjnej, dla której podstawą były dwie powieści Thomasa Dixona Jr. – ówczesnego piewcy Ku Klux Klanu. Biali mieszkańcy południa zostali tam przedstawieni jako prawi właściciele ziemscy, a czarni niewolnicy jako pełni dzikich instynktów burzyciele ładu. Murzynów grali odpowiednio ucharakteryzowani biali aktorzy (norma w tamtych czasach) i w związku z tym stworzyli postaci wyjątkowo stereotypowe. Pomniejsze role przydzielone Afroamerykanom nie miały znaczenia. Choć zamysłem reżysera wcale nie było stworzenie filmu rasistowskiego (chciał on ukazać pewne ciemne oblicze przemocy), to dyskusja nad filmem trwa do dziś. W 1992 film jednakże trafił do Narodowego Rejestru Filmów Stanów Zjednoczonych, choć towarzyszyły temu ogromne protesty przywódców czarnej społeczności. Niemniej jednak film był ogromnym sukcesem finansowym. Zarobił gigantyczną jak na owe czasy kwotę 20 mln dolarów.
Nietolerancja z 1916 roku była najbardziej rozbudowanym scenograficznie filmem w dorobku Griffitha. Sala przyjęć babilońskiego księcia Belszazzara mieściła 5 tys. statystów. Monumentalne dekoracje górowały nad studiami Hollywood jeszcze przez 12 lat po zakończeniu realizacji. Powód był prosty – ich rozbiórka okazała się zbyt kosztowna. Nietolerancja w pierwotnej wersji miała aż 72 godziny projekcyjne. Reżyser w końcu ograniczył się do trzech. Film był tak długi, bowiem opowiadał jednocześnie aż cztery niezależnie rozgrywające się historie, z których każda nadawałaby się na długi serial historyczny.

## Nagrody
- 1935 (niektóre źródła 1936) – Amerykańska Akademia Filmowa – Oscar za całokształt pracy reżyserskiej. Uzasadnienie przyznania nagrody w oryginale: For his distinguished creative achievements as director and producer and his invaluable initiative and lasting contributions to the progress of the motion picture arts.
- 1938 – Amerykańskie Stowarzyszenie Reżyserów (Directors Guild of America) – Nagroda Honorowego Członka.
- D.W. Griffith ma też swoją gwiazdę na Alei Sławy na 6535 Hollywood Blvd.

### Polskojęzyczna
- Kronika Filmu, Wydawnictwo Kronika, Warszawa 1995.
- A. Garbicz, J. Klinowski, Kino, wehikuł magiczny, tom I, Kraków 1981.
- Jerzy Płażewski, Historia filmu, Książka i Wiedza, Warszawa 2005.
- Dawn B. Sova, 125 zakazanych filmów, Świat Książki, Warszawa 2006.
- Jerzy Toeplitz, Historia sztuki filmowej, tom I, Warszawa 1955.
- Krzysztof Kasiński, RAJ UTRACONY – AMERYKAŃSKIE POŁUDNIE W TRYLOGII REKONSTRUKCYJNEJ THOMASA DIXONA, [w:] R. Kotowski, I. Mityk (red.), W KRĘGU ZAGADNIEŃ LITERATURY POWSZECHNEJ, Kielce: Muzeum Narodowe w Kielcach, 2019, s. 85, ISBN 978-83-62068-55-5.

### Anglojęzyczna
- Michael Allen, Family Secrets: The Feature Films of D.W. Griffith, British Film Institute, London, 1999.
- Lillian Gish, The Movies, Mr. Griffith and Me (Englewood, NJ: Prentice Hall, 1969)
- Tom Gunning, D.W. Griffith and the Origins of American Narrative Film, University of Illinois Press, Urbana and Chicago, 1991.
- Robert M. Henderson, D.W. Griffith: His Life and Work (New York: Oxford University Press, 1972)
- Richard Schickel, D.W. Griffith: An American Life, Simon & Schuster, New York, 1984.
- Scott Simmon, The Films of D.W. Griffith, Cambridge University Press, Cambridge, 1993.
- Krzysztof Kasiński (2020), Birth of a Nation – the Dixon-Griffith quest for the Southern cause, w: Paweł Kaptur, Agnieszka Szwach, ed., “Confluences of Literature, History and Cinema”, Wydawnictwo UJK: Kielce, ISBN 978-83-7133-894-6.